# Madatyphlops cariei
Madatyphlops cariei är en ormart som beskrevs av Hoffstetter 1946. Madatyphlops cariei ingår i släktet Madatyphlops och familjen maskormar. Inga underarter finns listade i Catalogue of Life.
Denna maskorm levde på Mauritius. Kvarlevor hittades mellan stenar efter schaktarbeten i marken. Området var innan täckt av skog.
Troligtvis försvann arten på grund av introducerade fiender som vanlig tanrek, näbbmusen Suncus murinus och råttor. IUCN kategoriserar arten globalt som utdöd.